# محمد سهیل رعنا
محمد سهیل رعنا (انگلیسی: Mohamed Sohel Rana؛ زادهٔ ۱ ژوئن ۱۹۹۶) بازیکن فوتبال اهل بنگلادش است.
وی همچنین در تیم ملی فوتبال بنگلادش بازی کرده است.